# Замок Каррігакунна
Замок Каррігакунна (англ. Carrigacunna Castle) — один із замків Ірландії, розташований у графстві Корк.

## Історія замку Каррігакунна
Замок баштового типу, являє собою норманську вежу, що була побудована біля 1500 року. У часи короля Англії Якова ІІ у замку колись жив генеральний прокурор Ірландії сер Річард Негл. Замок стоїть у стратегічно важливо місці біля річки Блеквотер (Чорна Вода), біля підніжжя гори Негл. Недалеко від замку народились Нано Негл та Едмунд Берк. Не так далеко височіють гори Баллігавра та Галті.
Замок на початку ХХІ століття був відреставрований. При реставрації були використані традиційні матеріали, були дотримані давні методи будівництва. Замок планується використовувати для туризму, для проведення різних заходів, як база для любителів рибної ловлі в річці Блеквотер. Поруч збереглися масиви лісу, які теж можуть бути цікаві для туристів. Поруч розташовані будинки 1750 та 1826 року завершення будівництва.
Сер Річард Нагле (1636 — 6 квітня 1699), що жив у замку Каррігакунна був ірландським політиком і юристом. Він обіймав посади генерального прокурора Ірландії, спікера ірландського парламенту — палати громад, лорда юстиціарія Ірландії та державного секретаря Ірландії. У часи так званих якобітських (вільямітських) війн він підтримав короля католика Якова (Джеймса) ІІ. Після розгрому військ Якова ІІ Річард Негл втік до Франції в 1691 році. Він приєднався до супутників Якова II в Сен-Жермені, де він відновив свої обов'язки номінального державного секретаря та військового міністра. Пізніше він працював уповноваженим з питань домогосподарства.
Річард народився в родині так званих «старих англійців» в замку Каррігануна, у графстві Корк. Він був сином Джеймса Негла з Аннакісі та його дружини Хонари Нугент. Замок Каррігакунна був резиденцією цього аристократичного роду. Брат Річарда — Пірс став верховним шерифом графства Корк. Незважаючи на те, що Річарду спочатку було запропоновано стати священиком, він отримав юридичну освіту в коледжі Грейс, потім працював у Дубліні. Він став відомим адвокатом і зробив блискучу кар'єру юриста. Граф Тірконнелл у його товаристві відвідав Англію і зустрівся з королем Англії, Шотландії та Ірландії Яковом ІІ. Король призначив Річарда генеральним прокурором Ірландії та головою Таємної Ради Ірландії.